# Jurnee Smollett
Jurnee Diane Smollett (New York, 1 oktober 1986) is een Amerikaans actrice.

## Biografie
Smollet werd geboren als dochter van Janet en Joel Smollett in een gezin van zes kinderen. Haar moeder is van Afro-Amerikaanse afkomst en haar vader is van Joodse afkomst, zijn ouders zijn immigranten uit Rusland en Polen.
Smollet begon in 1991 met acteren in de korte film Sunday in Paris. Hierna speelde zij nog meerdere rollen in films en televisieseries. In 1997 kreeg zij zeer goede kritieken met haar hoofdrol in de film Eve's Bayou, dit leverde haar een nominatie op voor een Young Star Award op.
Smollet is in 2010 getrouwd met muzikant Josiah Bell.

## Filmografie

### Films
- 2024: The Order - als Joanne Carney
- 2023: We Grown Now - als Dolores
- 2022: Lou - als Hannah Dawson
- 2022: Spiderhead - als Lizzy
- 2020: Birds of Prey - als Dinah Lance / Black Canary
- 2018: One Last Thing - als Lucy Dillinger
- 2016: Hands of Stone - als Juanita Leonard
- 2013: Temptation: Confessions of a Marriage Counselor – als Judith
- 2012: Bad Girls – als Gwen Delfino
- 2007: The Great Debaters – als Samantha Booke
- 2006: Gridiron Gang – als Danyelle Rollins
- 2005: Roll Bounce – als Tori
- 2001: Ruby's Bucket of Blood – als Emerald Delacroix
- 2000: Beautiful Joe – als Vivien Mason
- 1999: Selma, Lord, Selma – als Sheyann Webb
- 1997: Eve's Bayou – als Eve Batiste
- 1996: Jack – als Phoebe

### Televisieseries
Uitgezonderd eenmalige gastrollen.
- 2020: Lovecraft Country – als Letitia "Leti" Lewis – 10 afl.
- 2013: Parenthood – als Heather Hall – 7 afl.
- 2013: True Blood – als Nicole Wright – 9 afl.
- 2013: Do No Harm – als Abby Young – 2 afl.
- 2012-2013: The Mob Doctor – als Traci Coolidge – 2 afl.
- 2010-2011: The Defenders – als Lisa Tyler – 18 afl.
- 2009-2011: Friday Night Lights – als Jess Merriweather – 26 afl.
- 2008: Grey's Anatomy – als Beth Monroe – 2 afl.
- 2003: Wanda at Large – als Holly Hawkins – 4 afl.
- 1998-1999: Cosby – als Jurnee – 8 afl.
- 1994-1995: On Our Own – als Jordee Jerrico – 20 afl.
- 1992-1994: Full House – als Denise – 12 afl.
- 1992: Hangin' with Mr. Cooper – als Denise Frazer – 4 afl.

- Bibliothèque nationale de France: cb16924621j (data)
- Gemeinsame Normdatei: 1064889409
- International Standard Name Identifier: 0000 0000 4210 1687
- Library of Congress Control Number: no99022875
- MusicBrainz: 7e078714-8312-49f0-9333-78761c2218b8
- Nationale Bibliotheek van Polen: a0000001286154
- Système universitaire de documentation: 245413367
- Virtual International Authority File: 71022239
- WorldCat: E39PBJm4RgByfVyDTMHjFrt7pP